# Киянка (Стриївська сільська громада)
Кия́нка — село в Україні, у Стриївській територіальній громаді Звягельського району Житомирської області. Населення становить 684 осіб (2001).

## Населення

### Мова
Розподіл населення за рідною мовою за даними перепису 2001 року:
| Мова       | Кількість | Відсоток |
| ---------- | --------- | -------- |
| українська | 678       | 99.12 %  |
| російська  | 6         | 0.88 %   |
| Усього     | 684       | 100 %    |

## Історія
У 1906 році — село Смолдирівської волості Новоград-Волинського повіту Волинської губернії. Відстань від повітового міста 15 верст, від волості 5. Дворів 242, мешканців 1462.
9 лютого 2019 року Свято-Вознесенська парафія УПЦ МП приєдналася до Помісної Церкви України.
4 грудня 2018 року включене до складу новоутвореної Стриївської територіальної громади Новоград-Волинського (згодом — Звягельський) району Житомирської області.

## Відомі люди
- Хайруліна Василина Миколаївна (нар.1943) — керівник Українського коледжу ім. В. О. Сухомлинського в м. Києві, кандидат педагогічних наук, член-кореспондент академії педагогічних наук України.